# Língua de sinais caapor brasileira
A Língua de Sinais Ka'apor Brasileira (em Portugal: Língua Gestual Ka'apor Brasileira, também conhecida por Língua de Sinais Urubu-Ka'apor) é uma língua de sinais utilizada pelo povo indígena Ka'apor, que vive em 5 aldeias distribuídas pela região do Alto Turiaçu no sul do estado do Maranhão, no Brasil.
Como documentado pelo etnólogo Darcy Ribeiro entre os anos 1949 e 1951, o povo Ka'apor possui uma taxa elevada de surdos em sua população; tendo sido estimada, na época, uma relação de um surdo para cada grupo de 75 ouvintes. Talvez devido a essa alta percentagem de surdez, emergiu no local a Língua de Sinais Ka'apor Brasileira, utilizada não só pela comunidade surda (monolíngue), mas também amplamente conhecida pela comunidade ouvinte (bilíngue. Veja: Língua Ka’apor). Pesquisas mais recentes, como Brito (1984) e Kakamasu (1986), apontam, respectivamente, 10 e 7 usuários surdos da língua e por volta de 500 usuários ouvintes. O uso da língua de sinais por parte das pessoas não-surdas dentro das aldeias ka'apores é notável, uma vez que não é comum que as línguas de sinais sejam abraçadas pelas comunidades ao seu entorno. Brito chegou a comparar a Língua de Sinais Ka’apor com a LIBRAS, língua de sinais oficial do Brasil e própria dos meios urbanos do país, demonstrando, assim, a disparidade entre línguas de sinais "compartilhadas" e línguas de sinais marginalizadas. Na Língua de sinais Ka'apor, a comunidade aprende a língua de sinais para incluir a pessoa surda e não o contrário.
Segundo o "Atlas of the World's Languages in danger" (Atlas das línguas do mundo em perigo) da UNESCO, a Língua de sinais Ka'apor pode ser classificada como uma língua criticamente em perigo, o que significa que ela pode estar próxima da extinção. Sobre essa conclusão, podem ser citados os seguintes fatores: transmissão geracional restrita (adultos transmitem a língua a crianças, mas somente no caso de haver crianças surdas. Num cenário sem o nascimento de pessoas com deficiência auditiva, há a possibilidade do fim dessa transmissão), quantidade muito pequena de falantes L1, uso motivado e situacional da língua (há pouco indícios de falantes L2 usando a língua fora de interações com pessoas surdas), não existência de programas formais de educação e competição com outras línguas próximas e sistematizadas (a LIBRAS é a língua de sinais ensinada na educação formal para a população surda).
O "World Atlas of Languages Structures" (WALS) cita a Língua de Sinais Ka'apor somente uma vez: em referência ao artigo de Kakamasu, classifica-se a Língua de Sinais Ka'apor como uma das 9 línguas de sinais do mundo que possuem partículas interrogativas em sua gramática .
A língua é utilizada somente dentro das aldeias, diferentemente de algumas línguas indígenas de sinais ao redor do mundo, que são utilizadas como línguas francas, a exemplo da PISL (Língua de sinais dos Índios das Planícies) .